# Corydalis afghanica
Corydalis afghanica är en vallmoväxtart. Corydalis afghanica ingår i släktet nunneörter, och familjen vallmoväxter.

## Underarter
Arten delas in i följande underarter:
- C. a. afghanica
- C. a. elegans
- C. a. tenuis